# محرك ليب
ليب :(بالإنجليزية: LEAP) هو محرك طائرات نفاث قيد التطوير، من سلسلة عائلة المحركات العنفية المروحية العالية الالتفافية. وهو من أنتاج شركة سي اف ام الدولية (بالإنجليزية: CFM International) وهي شركة مملوكة بالمناصفة بين شركة جنرال الكتريك للطيران أحد فروع شركة جنرال إلكتريك الأمريكية وسنيكما الفرنسية.

## التصميم والتطوير
أشتق  اسم ليب : من (Leading Edge Aviation Propulsion). وهي تقنية اندماجية استحوذت عليها شركة سي اف ام الدولية كجزء من برنامج اكتساب التكنولوجيا من برنامج ليب 56 (LEAP56)، والذي اطلقتة الشركة في عام 2005. ودشن المحرك رسميا بأسم ليب-اكس "LEAP-X" في 13 يوليو عام 2008. وكان الهدف من محرك ليب أن يكون خلفا لمحركات
سي اف ام 56-5بي (CFM56-5B) وسي اف ام 56-7بي (CFM56-7B). ويشمل المحرك ليب عددا من التعديلات المقترحة حاليا ومنها زيادة استخدام المواد المركبة لمحرك، وأستخدام الجيل الثاني من قرص مروحة الضاغط (blisk) مع احتراق حلقي تنائي ذو نفث مسبق (TAPS II)، مع معدل نسبة التفافية تقارب 10-11:1، وانخفاض في استهلاك الوقود بنسبة 16٪ .

اختارت شركة الطائرات التجارية الصينية (كوماك) محرك ليب لتوفير محركات لطائرتها الجديدة كوماك سي 919.
 وتتوقع الشركة الحصول على شهادة الصلاحية للمحرك الأول وهو ليب-1سي (LEAP-1C) لطائرة كوماك سي 919 الصينية، الثنائية المحركات وذات ال150 مقعدا، والتي من المقرر أن تدخل الخدمة في عام 2016 . كما سيتم أيضا طرح المحرك في نفس العام على طائرة إيرباص إيه 320 نيو الجديدة.
في 20 يوليو 2011، أعلنت أميركان إيرلاينز أنها تخطط لشراء 100 طائرة بوينغ 737 ماكس مزودة بممحركات ليب-1بي. وتمت الموافقة على المشروع من قبل شركة بوينغ في 30 أغسطس 2011. شركة خطوط ساوث ويست الجوية ستكون أول عميل يشغل طائرات بوينغ 737 ماكس مع طلبية مؤكدة ل 150 طائرة.

## التطبيقات
- عائلة إيرباص إيه 320 نيو
- عائلة بوينغ 737 ماكس
- كوماك سي 919

## المواصفات
البيانات من سي اف ام الدولية

### الخصائص العامة
نوع: التوأم التخزين المؤقت، وارتفاع الالتفافية المروحي
طول:
قطر: 1,76-2,00 م
الوزن الجاف:

### مكونات
- ضاغط: مروحة المرحلة الواحدة، على 3 مراحل ضاغط منخفض الضغط، الضغط 10 مرحلة عالية ضاغط [6]
- الاحتراق: حلقية
- التوربين: مرحلتين عالية توربينات الضغط، 7 مراحل منخفض توربينات الضغط

### أداء
- أقصى قوة الدفع: 18,000-35,000 باوند، كاليفورنيا. 25,000-30,000 باوند. لC919
- نسبة الضغط الكلي: 50:1 (من بين أعلى تسلق)
- تجاوز نسبة: 10:01
- نسبة القوة إلى الوزن:

## النموذج
| طراز المحرك                                             | ليب- 1إيه (LEAP-1A)                      | ليب- 1بي (LEAP-1B)                      | ليب- 1سي (LEAP-1C)                         |
| ------------------------------------------------------- | ---------------------------------------- | --------------------------------------- | ------------------------------------------ |
| قطر المروحة                                             | 78.7 بوصة (2.00 م)                       | 68.4 بوصة (1.74 م)                      | 75 بوصة (1.9 م)                            |
| قيمة التجاوز (تقديرية)                                  | ~10:1                                    | ~8.5:1                                  | ~9.2:1                                     |
| قوة الدفع                                               | 24,500-32,900 باوند (109-146 كيلو نيوتن) | 20,000-28,000 باوند (89-120 كيلو نيوتن) | 27,980-30,000 باوند (124,5-130 كيلو نيوتن) |
| استهلاك الوقود (مقارنة بمحرك سي اف ام 56-7بي اي الحالي) | ~ -15%                                   | ~ -15%                                  | ~ -15%                                     |
| مراحل العد                                              | 1-3-10-2-7                               | 1-3-10-2-7                              | 1-3-10-2-7                                 |
| الاستخدامات                                             | عائلة إيرباص إيه 320 نيو                 | عائلة بوينغ 737 ماكس                    | كوماك سي 919                               |
| تاريخ دخول الخدمة (متوقع)                               | 2016                                     | 2017                                    | 2016                                       |

## قوائم ذات صلة
- قائمة محركات الطائرات

## وصلات خارجية
- CFM LEAP page صفحة محرك سي اف ام ليب على الإنترنت
- CFM Unveils New LEAP-X Engine شركة سي اف ام الدولية تكشف لنقاب عن محرك ليب-أكس نسخة محفوظة 16 فبراير 2012 على موقع واي باك مشين.
- CFM ready to advance شركة سي اف ام الدولية تستعد لدفع الجدول الزمني LEAP-X schedule; opens way for 737RE
- A320 re-engine decision in 2010 قرار إعادة تزويد طائرة ايرباص إيه320 بالممحركات في عام 2010
- Plane makers switch to cleaner engines صانعي الطائرة يتحولون إلى محركات أنظف